# Ungarns flag
Ungarns flag er en horisontal trikolore med farverne rødt, hvidt og grønt.
Den horisontale trikolore blev introduceret før og under revolutionen i 1848 som symbol på et frit Ungarn. I tillæg til farvernes traditionelle betydning, symboliserer rødt styrke, hvidt står for trofasthed, og grønt symboliserer håbet.
Under Stalin-tiden (1948-1956) havde flaget et våbenskjold med en rød stjerne i midten. Dette blev taget ud under revolutionen i 1956, og dermed er en trikolore med et hul i midten blevet et symbol på opstanden.